# Pierre-Guillaume de Roux
Pour les autres membres de la famille, voir Famille de Roux de Navacelles.
Pour les articles homonymes, voir de Roux et Guillaume.
Pierre-Guillaume de Roux, né le 25 février 1963 et mort le 11 février 2021 à Paris,, est un éditeur français.

## Biographie

### Origines et formation
Né le 25 février 1963 à Paris, Pierre-Guillaume Louis-Ferdinand Marie Michel Gédéon de Roux est le fils de Jacqueline Brusset et de l'écrivain et éditeur Dominique de Roux.
Il est membre du comité directeur de la Société des lecteurs de Dominique de Roux[Quand ?].
Il s'est converti à l'orthodoxie en 1986, avec sa première épouse Laurence Varaut.

### Carrière éditoriale
En 1984, il est nommé à la direction littéraire des éditions de la Table ronde.
En 1990, au sein du groupe Media Participations, il participe à la création des éditions Critérion où il fera notamment connaître le courant littéraire de la Nouvelle Fiction.
En 1992, il rejoint les éditions Julliard à la direction littéraire, vingt-cinq ans après son père.
Il devient, en 1995, directeur éditorial des éditions Bartillat.
En 1999, il signe pour s'opposer à la guerre en Serbie la pétition « Les Européens veulent la paix », lancée par le collectif Non à la guerre. La même année, il fonde les éditions des Syrtes avec Serge de Pahlen, qu'il quitte en 2001.
Il est directeur littéraire des éditions du Rocher de 2001 à 2006, puis en assure la direction éditoriale jusqu'en octobre 2008, moment où il quitte définitivement cette maison pour cause de désaccord sur sa politique éditoriale.
En 2010, il crée sa propre maison d'édition où il publie notamment plusieurs ouvrages de Richard Millet. L'essai de Millet Langue fantôme suivi d'Éloge littéraire d'Anders Breivik (2012) provoque une levée de boucliers dans le milieu littéraire et la presse, mais l'éditeur assume son choix.
En 2018, il publie Tout savoir sur la scientologie, de son dirigeant en France, Éric Roux.
Il meurt le 11 février 2021.

### Décoration
- Chevalier de l'ordre des Arts et des Lettres (2007)[20]
- 2008 : chevalier de l'ordre de l'Étoile d'Italie.

## Ouvrages
- Avec Yves Loiseau, Portrait d’un révolutionnaire en général : Jonas Savimbi, La Table ronde, 1987
- Dir. avec Philippe Barthelet, Roger Nimier, Antoine Blondin, Jacques Laurent et l'esprit hussard, Pierre-Guillaume de Roux, 2012